# Standing Up, Falling Down
Standing Up, Falling Down ist eine Filmkomödie von Matt Ratner, die am 25. April 2019 beim Tribeca Film Festival ihre Weltpremiere feierte.

## Handlung
Ein Stand-up-Comedian muss sich von Los Angeles nach Eastern Long Island zurückbegeben. Dort entdeckt er in seiner neuen Dermatologin eine Seelenverwandte.

## Produktion
Regie führte Matt Ratner. Es handelt sich um das Regiedebüt bei einem Spielfilm des eigentlichen Filmproduzenten. Das Drehbuch schrieb Peter Hoare.
Der Film wurde am 25. April 2019 beim Tribeca Film Festival erstmals gezeigt.

## Rezeption

### Kritiken
Der Film wurde von 87 Prozent aller bei Rotten Tomatoes erfassten Kritiker positiv bewertet und erhielt 6,9 von möglichen 10 Punkten.

### Auszeichnungen (Auswahl)
Heartland International Film Festival 2019
- Auszeichnung als Bestes Regiedebüt – USA Narrative Film mit dem FIPRESCI-Preis  Prize (Matt Ratner)
- Auszeichnung mit dem Humor & Humanity Award (Matt Ratner)